# Чирна
Чи́рна (пол. Czyrna) — село в Польщі, на Лемківщині, у гміні Криниця-Здруй Новосондецького повіту Малопольського воєводства.
Населення — 314 осіб (2011).
У 1975—1998 роках село належало до Новосондецького воєводства.

## Географія
Селом протікає річка Чирнянка.

## Історія

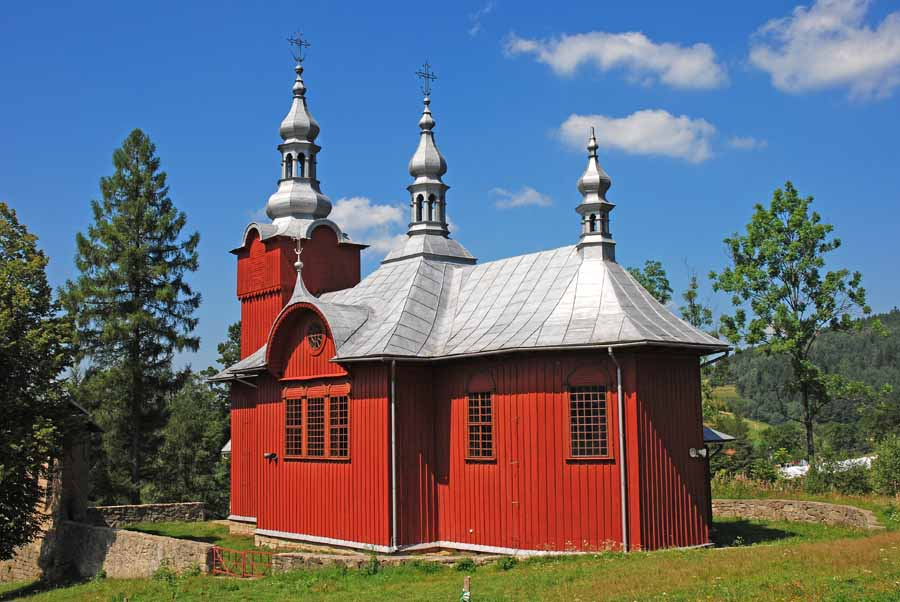
Греко-католицька церква

На старій Євангелії у чирнянській церкві знаходиться напис, що дня 21. VI. 1643 р. закупив її Григорій Прокопович, та під клятвою 318 Отців Нікейского Собору заборонив її кому-небудь звідти забирати. Отже, церква і парафія в Чирній вже перед тим існували.
На початку XX ст. в регіоні переважало лемківсько-українське населення. З листопада 1918 по січень 1920 село входило до складу Лемківської Республіки. В селі була москвофільська читальня імені Качковського.
У 1939 році з 620 жителів — 610 українців, 10 євреїв) До виселення українців у 1945 р. в селі була греко-католицька парафія Грибівського деканату, до якої також належало село Перунка, метричні книги велися з 1770 року.
Згодом, у період між 1945 і 1947 роками, в цьому районі тривала боротьба між підрозділами УПА та радянським військами. Ті з українців, хто вижив, 1947 року під час Операції Вісла були ув'язнені в концтаборі «Явожно» або депортовані на понімецькі землі Польщі.

## Демографія
Демографічна структура станом на 31 березня 2011 року:
|          | Загалом | Допрацездатний вік | Працездатний вік | Постпрацездатний вік |
| -------- | ------- | ------------------ | ---------------- | -------------------- |
| Чоловіки | 168     | 47                 | 115              | 6                    |
| Жінки    | 146     | 58                 | 74               | 14                   |
| Разом    | 314     | 105                | 189              | 20                   |

Населення за роками:

## Діаспора
Від назви села походить прізвище Чирнянський, поширене в Польщі, США і Канаді. В Україну був виселений з Мохначки разом з 9 дітьми Чирнянський Іван Антонович (10.07.1888-05.05.1976, смт. Стара Сіль). Під час отримання документів помилково отримав прізвище Чернянський. Більшість дітей оселилась в смт. Стара Сіль Старосамбірського району. Зараз більшість родини проживає у Львівській області.

## Пам'ятки
В селі знаходиться церква св. Великомучениці Параскеви, збудована греко-католицькою громадою села в 1892 р., з 1951 використовується як костел.

## Уродженці
Відомий також Емиліан Чирнянський — польський хімік українського походження. Його батько був греко-католицьким священиком. Сам Еміліан хотів стати священиком, вчитись в Перемишлі. Деякий час працював у Львові, був ректором Ягелонського університету 1874-75 рр. Досліджував мінеральні води Криниці, чим зробив внесок в розвиток курорту.